# Grdovići (Serbia)
Grdovići (cyr. Грдовићи) – wieś w Serbii, w okręgu zlatiborskim, w gminie Arilje. W 2011 roku liczyła 519 mieszkańców.